# 前燕州郡列表
本列表表示五胡十六國时期，割据华北、辽宁地區的前燕的所有州郡縣。前燕的存在年代，294年慕容廆占据大棘城，313年，据有昌黎城，337年，慕容皝被封为燕王，352年，慕容儁进军中原，在蓟城称帝，357年迁都邺城，至370年前秦灭前燕為止。共据有司、平、幽、冀、青、并、青、兖、豫、洛、荆十州。
下表中，以 藍色背景代表前燕各州，所領各郡、縣則分別列於其下。
| 州/郡名 | 治所                                                                                     | 属县 | 备注 |
| ------- | ---------------------------------------------------------------------------------------- | --- | --- |
| 司隸    | 邺城（今河北省临漳县西南邺镇一带）                                                       | 辖郡： 352-353：魏郡、廣平郡 353-355：魏郡、廣平郡、阳平郡 355-357：魏郡、廣平郡、汲郡、河內郡、黎陽郡、阳平郡 357-358：魏尹、廣平郡、汲郡、河內郡、黎陽郡、阳平郡 358-359：魏尹、廣平郡、汲郡、河內郡、东郡、阳平郡 359-360：魏尹、廣平郡、汲郡、河內郡、黎陽郡、阳平郡、东郡 360-370：魏尹、廣平郡、汲郡、河內郡、黎陽郡、阳平郡、东郡、貴鄉郡                                 | 352年，由冉魏夺得魏郡、广平郡，设立司州，改名中州，357年，改中州为司隶校尉，迁都邺城 |
| 魏尹    | 邺城（今河北省临漳县西南邺镇一带）                                                       | 邺县、长乐县、魏县、斥丘县、安阳县、荡阴县、内黄县 | 352年，夺冉魏而得，原名魏郡，357年，由魏郡改为魏尹 |
| 廣平郡  | 广平（今河北省鸡泽县东南）                                                               | 广平县、邯郸县、易阳县、武安县、涉县、襄国县、南和县、任县、曲梁县、列人县、肥乡县、临水县、广年县、斥漳县、平恩县、清苑县 | 352年，夺冉魏而得 |
| 汲郡    | 汲（今河南省卫辉市西南）                                                                 | 汲县、朝歌县、共县、林虑县、获嘉县、修武县 | 355年，夺前秦而得 |
| 河內郡  | 温县（今河南省温县） 野王（今河南省沁阳市）                                              | 野王县、州县、怀县、平皋县、河阳县、沁水县、轵县、山阳县、温县 | 355年，夺前秦而得温县、州县、怀县、平皋县、山阳县五县，治温县，361年，前燕灭吕护，得野王县、河阳县、沁水县、轵县，改治野王县                                                                  |
| 黎陽郡  | 黎陽（今河南省浚县东）                                                                   | 黎陽县 | 355年，夺前秦而得，358年，高昌夺取黎陽县，359年，前燕重新夺回 |
| 陽平郡  | 馆陶（今河北省馆陶县馆陶镇）                                                             | 馆陶县、清渊县、发干县、阳平县、乐平县、元城县、武阳县 | 357年，自兖州来属，358年，武陽县改属东郡，360年，元城县改属貴鄉郡 |
| 東郡    | 顿丘（今河南省清丰县西南）                                                               | 顿丘县、繁阳县、阴安县、卫县、武阳县 | 原名卫国郡，358年，夺李历而得，阳平郡武陽县改属东郡 |
| 貴鄉郡  | 元城（今河北省大名县东）                                                                 | 元城县 | 360年，前燕分陽平郡置 |
| 平州    | 棘城（今辽宁省义县西砖城子） 龙城（今辽宁省朝阳市双塔区） 襄平（今辽宁省辽阳市城区一带） | 辖郡： 313-314：昌黎郡、乐浪郡、带方郡 314-319：昌黎郡、乐浪郡、带方郡、营丘郡、冀阳郡、成周郡、唐国郡 319-347：昌黎郡、遼東郡、玄菟郡、乐浪郡、带方郡、营丘郡、冀阳郡、成周郡、唐国郡 347-370：昌黎郡、遼東郡、玄菟郡 | 320年，慕容廆领平州刺史，治棘城，341年，改治龙城，358年，改治襄平 |
| 昌黎郡  | 棘城（今辽宁省义县西砖城子） 龙城（今辽宁省朝阳市双塔区）                                | 龙城县、棘城县、徒河县、昌黎县、宾徒县、兴集县、宁集县、兴平县、育黎县、吴县 | 313年，慕容廆据昌黎郡，置棘城县为治所，新置柳城县、徒河县，340年，柳城县改名龙城县，341年，改治龙城，347年，新置兴集县、宁集县、兴平县、育黎县、吴县，352年之前为国都                         |
| 遼東郡  | 襄平（今辽宁省辽阳市城区一带）                                                           | 襄平县、汶县、居就县、乐就县、安市县、新昌县、力城县、安平县、和阳县、西乐县、武次县、平郭县 | 319年，夺崔毖而得，西安平县改名安平县，新置平郭县，334年，新置和阳县、西乐县、武次县 |
| 玄菟郡  | 高句丽（今辽宁省沈阳市浑南区东北）                                                       | 高句丽县、望平县、高显县 | 319年，夺崔毖而得 |
| 乐浪郡  | 朝鲜县                                                                                   | 朝鲜县 | 313年，于昌黎郡境内侨置，347年，废入昌黎郡 |
| 带方郡  | 不详                                                                                     | | 313年，于昌黎郡境内侨置，347年，废入昌黎郡 |
| 营丘郡  | 武宁县                                                                                   | 武宁县、武原县 | 314年，于昌黎郡境内侨置，347年，废入昌黎郡 |
| 冀阳郡  | 不详                                                                                     | | 314年，于昌黎郡境内侨置，347年，废入昌黎郡 |
| 成周郡  | 不详                                                                                     | | 314年，于昌黎郡境内侨置，347年，废入昌黎郡 |
| 唐国郡  | 不详                                                                                     | | 314年，于昌黎郡境内侨置，347年，废入昌黎郡 |
| 幽州    | 蓟（今北京市西城区南）                                                                   | 辖郡： 350-370：燕郡、范陽郡、漁陽郡、上谷郡、广宁郡、代郡、北平郡、遼西郡 | 350年置，352年，改为司隶校尉，357年，司隶校尉迁至邺城 |
| 燕郡    | 蓟（今北京市西城区南）                                                                   | 蓟县、安次县、 昌平县、 广阳县、军都县 | 350年，夺后赵而得，352年—357年为国都 |
| 范陽郡  | 涿（今河北省涿州市）                                                                     | 涿县、良乡县、方城县、长乡县、遒县、固安县、范阳县、容城县 | 350年，夺后赵而得 |
| 漁陽郡  | 雍奴（今天津市武清区西北）                                                               | 雍奴县、安乐县、泉州县、平谷县、潞县 | 350年，夺后赵而得 |
| 上谷郡  | 沮阳（今河北省怀来县东南）                                                               | 沮阳县、居庸县 | 350年，夺后赵而得 |
| 廣寧郡  | 下洛（今河北省涿鹿县）                                                                   | 下洛县、潘县、涿鹿县 | 350年，夺后赵而得 |
| 代郡    | 代（今河北省蔚县东二十里代王城）                                                         | 代县、广昌县、平舒县、当城县 | 350年，夺后赵而得 |
| 北平郡  | 徐无（今河北省遵化市东）                                                                 | 徐无县、土垠县、无终县 | 350年，夺后赵而得 |
| 遼西郡  | 令支（今河北省迁安市西）                                                                 | 令支县、阳乐县、肥如县、海阳县 | 350年，夺后赵而得 |
| 冀州    | 真定（今河北省正定县南） 信都（今河北省冀州市）                                          | 辖郡： 353-354：常山郡、平原郡、博陵郡、清河郡、中山郡、趙郡、章武郡、河間郡、高阳郡、渤海郡、乐陵郡、上党郡 354-355：長樂郡、鉅鹿郡、武邑郡、廣川郡、常山郡、平原郡、博陵郡、清河郡、中山郡、趙郡、章武郡、河間郡、高阳郡、渤海郡、乐陵郡、上党郡 355-370：長樂郡、鉅鹿郡、武邑郡、廣川郡、常山郡、平原郡、博陵郡、清河郡、中山郡、趙郡、章武郡、河間郡、高阳郡、渤海郡、乐陵郡 | 353年，设北冀州，下辖12郡，治真定，354年，改名冀州。改治信都，长乐等五郡来属，355年之后，下辖15郡                                                                                             |
| 長樂郡  | 信都（今河北省冀州市）                                                                   | 信都县、下博县、经县、堂阳县、南宫县、扶柳县、广宗县 | 354年，夺吕护而得 |
| 鉅鹿郡  | 廮陶（今河北省宁晋县西南）                                                               | 廮陶县、钜鹿县、平乡县、曲阳县、 鄡县、广阿县 | 354年，夺吕护而得 |
| 武邑郡  | 武邑（今河北省武邑县）                                                                   | 武邑县、武遂县、觀津县、武强县 | 354年，夺吕护而得 |
| 廣川郡  | 廣川（今河北省景县西南）                                                                 | 廣川县、枣强县、索卢县 | 354年，夺吕护而得 |
| 平原郡  | 平原（今山东省平原县南）                                                                 | 平原县、高唐县、茌平县、博平县、聊城县、安德县、西平昌县、般县、鬲县 | 353年，夺杜能而得 |
| 常山郡  | 真定（今河北省正定县南）                                                                 | 真定县、石邑县、井陘县、上曲陽县、蒲吾县、南行唐县、靈壽县、九門县 | 352年，夺冉魏而得 |
| 博陵郡  | 饶阳鲁口（今河北省饶阳县）                                                               | 饶阳县、安平县、南深泽县、安国县 | 352年，夺王午而得安平县、南深泽县，354年，夺吕护而得饶阳县、安国县 |
| 清河郡  | 贝丘平晋城（今山东省临清市东南）                                                         | 清河县、武城县、绎幕县、贝丘县、鄃县、灵县 | 352年，夺段勤而得绎幕县，353年，夺丁娆而得清河县、武城县、贝丘县、鄃县、灵县 |
| 中山郡  | 卢奴（今河北省定州市）                                                                   | 盧奴县、魏昌县、新市县、安喜县、蒲陰县、望都县、唐县、北平县 | 351年，夺冉魏而得 |
| 趙郡    | 房子（今河北省高邑县西南）                                                               | 房子县、元氏县、平棘县、高邑县、柏人县、南栾县、赵安县 | 351年，夺冉魏而得 |
| 章武郡  | 东平舒（今河北省大城县）                                                                 | 东平舒县、文安县、章武县、束州县 | 350年，夺后赵而得 |
| 河間郡  | 乐城（今河北省献县东南）                                                                 | 乐城县、武垣县、鄚县、易城县、中水县、成平县 | 350年，夺后赵而得 |
| 高陽郡  | 博陆（今河北省蠡县南）                                                                   | 博陆县、高阳县、北新城县、蠡吾县 | 350年，夺后赵而得 |
| 渤海郡  | 南皮（今河北省南皮县东北）                                                               | 南皮县、東光县、浮陽县、饒安县、高城县、重合县、安陵县、蓨县、阜城县 | 351年，夺冉魏而得；高城县原属乐陵郡，353年来属 |
| 乐陵郡  | 厭次（今山东省惠民县东）                                                                 | 厭次县、陽信县、漯沃县、新樂县、樂陵县 | 354年，自青州来属 |
| 乐陵郡  | 高城（今河北省盐山县东南）                                                               | 高城县 | 350年，夺后赵而得，353年，并入渤海郡 |
| 上党郡  | 襄垣（今山西省襄垣县北）                                                                 | 襄垣县 | 351年夺得，355年，失陷于冯鸯 |
| 并州    | 晋阳（今山西省太原市晋源区）                                                             | 辖郡： 354-361：太原郡、上黨郡、樂平郡、新兴郡、雁門郡、西河郡、上郡 361：太原郡、上黨郡、樂平郡、新兴郡、雁門郡、西河郡、上郡、平阳郡 361-370：太原郡、上黨郡、樂平郡、新兴郡、雁門郡、西河郡、上郡 | 358年，夺张平而得并州七郡 |
| 太原郡  | 晋阳（今山西省太原市晋源区）                                                             | 晉陽县、陽曲县、榆次县、陽邑县、大陵县、祁县、平陶县、中都县、鄔县 | 358年，夺张平而得 |
| 樂平郡  | 沾（今山西省昔阳县西南）                                                                 | 沾县、上艾县、轑陽县、樂平县 | 358年，夺张平而得 |
| 新興郡  | 九原（今山西省忻州市忻府区）                                                             | 九原县、定襄县、雲中县、晉昌县 | 358年，夺张平而得 |
| 雁門郡  | 廣武（今山西省代县上馆镇）                                                               | 廣武县、平城县、原平县 | 358年，夺张平而得 |
| 西河郡  | 離石（今山西省吕梁市離石区）                                                             | 離石县、隰城县、介休县 | 358年，夺张平而得 |
| 上郡    | 不详                                                                                     | 不详 | 358年，夺张平而得 |
| 上黨郡  | 壺關（今山西省长治市郊区北）                                                             | 壺關县、潞县、屯留县、長子县、泫氏县、高都县、銅鞮县、涅县、武鄉县、襄垣县 | 358年，夺冯鸯而得襄垣县，夺张平而得其他九县 |
| 平阳郡  | 平陽（今山西省临汾市尧都区）                                                             | 平陽县、楊县、端氏县、永安县、蒲子县、狐讘县、襄陵县、絳邑县、濩澤县、臨汾县、北屈县、皮氏县 | 361年二月夺张平而得，九月，失陷于张平 |
| 青州    | 厭次（今山东省惠民县东） 广固（今山东省青州市西北）                                      | 辖郡： 353-354：乐陵郡 356-370：齊郡、濟南郡、北海郡、樂安郡、高密郡、平昌郡、東萊郡、長廣郡、東莞郡、東安郡 | 353年，置青州，下辖乐陵郡，354年废除，356年，灭段龛，得青州十郡 |
| 齊郡    | 广固（今山东省青州市西北）                                                               | 广固县、臨淄县、西安县、安平县、般阳县、廣饒县、昌國县 | 356年，夺段龛而得 |
| 濟南郡  | 历城（今山东省濟南市城区一带）                                                           | 历城县、著县、于陵县、漯阴县、祝阿县 | 356年，夺段龛而得 |
| 北海郡  | 平壽（今山东省潍坊市坊子区西南）                                                         | 平壽县、下密县、膠東县、即墨县、都昌县、剧县 | 356年，夺段龛而得 |
| 樂安郡  | 高苑（今山东省邹平县东北）                                                               | 高苑县、臨濟县、博昌县、利县、益县、蓼城县、梁鄒县、壽光县、東朝陽县 | 356年，夺段龛而得 |
| 高密郡  | 黔陬（今山东省胶州市西南）                                                               | 黔陬县、淳于县、高密县、夷安县、营陵县、壯武县、昌安县 | 356年，夺段龛而得 |
| 平昌郡  | 安丘（今山东省安丘市西南）                                                               | 安丘县、平昌县、東武县、琅邪县、朱虛县、临朐县 | 356年，夺段龛而得 |
| 東萊郡  | 掖（今山东省莱州市）                                                                     | 掖县、當利县、盧鄉县、曲城县、黃县、惤县、牟平县 | 356年，夺段龛而得 |
| 長廣郡  | 不其（今山东省青岛市）                                                                   | 不其县、長廣县、挺县、昌阳县 | 356年，夺段龛而得 |
| 東莞郡  | 莒（今山东省莒县）                                                                       | 莒县、諸县、東莞县 | 356年，夺段龛而得 |
| 東安郡  | 盖（今山东省沂源县东南）                                                                 | 盖县、新泰县、发干县 | 356年，夺段龛而得 |
| 乐陵郡  | 厭次（今山东省惠民县东）                                                                 | 厭次县、陽信县、漯沃县、新樂县、樂陵县 | 353年，夺朱秃而得，354年，改属冀州 |
| 兗州    | 元城（今河北省大名县东） 卢（今山东省平阴县西） 睢阳蠡台（今河南省商丘市睢阳区西南）     | 辖郡： 353-355：阳平郡 355-357：阳平郡、济北郡 357-358：济北郡 358-359：济北郡、濮阳郡、东平郡、任城郡、泰山郡 359-366：梁郡、济北郡、濮阳郡、东平郡、任城郡、泰山郡、東燕郡、陳留郡、濟陽郡、濟陰郡 366-370：梁郡、济北郡、濮阳郡、东平郡、任城郡、泰山郡、東燕郡、陳留郡、濟陽郡、濟陰郡、高平郡、魯郡                                                                         | 353年，置兗州，下辖阳平郡，治元城，355年得济北郡，357年，阳平郡改属司隶，改治卢县，358年，得濮阳等三郡及泰山郡山茌县，359年，得东燕等五郡，360年改治睢阳，366年，得高平等二郡及泰山郡其他诸县 |
| 梁郡    | 睢阳蠡台（今河南省商丘市睢阳区西南）                                                     | 睢陽县、蒙县、虞下邑县、寧陵县、穀熟县 | 359年，夺东晋而得 |
| 陳留郡  | 小黃仓垣（今河南省开封市城区东北）                                                       | 小黃县、浚儀县、封丘县、雍丘县、扶沟县、尉氏县、襄邑县 | 359年，夺东晋而得 |
| 濟陽郡  | 濟陽（今河南省兰考县东北）                                                               | 濟陽县、考城县、外黃县 | 359年，夺东晋而得 |
| 濟陰郡  | 定陶（今山东省定陶县定陶镇一带）                                                         | 定陶县、乘氏县、句陽县、離狐县、冤句县、己氏县、成武县、單父县、城陽县 | 359年，夺东晋而得 |
| 東燕郡  | 白马（今河南省滑县东）                                                                   | 白马县、東燕县、凉城县、酸棗县、长垣县 | 359年，夺高昌而得 |
| 陽平郡  | 馆陶（今河北省馆陶县馆陶镇）                                                             | 馆陶县、清渊县、发干县、阳平县、乐平县、元城县、武阳县 | 353年，夺孙元而得，357年，改属司隶 |
| 济北郡  | 卢（今山东省平阴县西）                                                                   | 卢县、臨邑县、東阿县、穀城县、蛇丘县 | 355年，夺东晋而得 |
| 濮陽郡  | 濮陽（今河南省濮陽县西南）                                                               | 濮陽县、廩丘县、鄄城县 | 358年，夺李历而得 |
| 東平郡  | 須昌（今山东省东平县西北）                                                               | 須昌县、壽張县、范县、無鹽县、富城县、東平陸县、剛平县 | 358年，夺东晋而得 |
| 任城郡  | 任城（今山东省济宁市任城区东南）                                                         | 任城县、亢父县、樊县 | 358年，夺东晋而得 |
| 泰山郡  | 奉高（今山东省泰安市城区东）                                                             | 奉高县、博县、嬴县、南城县、梁父县、南武陽县、萊蕪县、牟县、巨平县、山茌县 | 358年，夺东晋而得山茌县，366年，夺东晋而得其他九县 |
| 高平郡  | 昌邑（今山东省金乡县东北）                                                               | 昌邑县、巨野县、方與县、金鄉县、湖陸县、高平县、南平陽县 | 366年，夺东晋而得 |
| 魯郡    | 魯（今山东省曲阜市）                                                                     | 魯县、汶陽县、卞县、邹县、公丘县 | 366年，夺东晋而得 |
| 豫州    | 許昌（今河南省许昌县东）                                                                 | 辖郡： 359-361：潁川郡、汝阴郡、谯郡、沛郡 361-364：汝阴郡、谯郡、沛郡 364-370：潁川郡、汝阴郡、谯郡、沛郡、襄城郡、陳郡、汝南郡、汝陽郡、南頓郡、新蔡郡 | 359年置 |
| 潁川郡  | 許昌（今河南省许昌县东）                                                                 | 許昌县、長社县、潁陰县、臨潁县、郾县、邵陵县、鄢陵县、新汲县、阳翟县 | 359年，夺东晋而得，361年，失陷于东晋，364年，再夺东晋而得 |
| 汝陰郡  | 汝陰（今安徽省阜阳市城区一带）                                                           | 汝陰县、慎县、原鹿县、宋县 | 359年，夺东晋而得 |
| 谯郡    | 譙（今安徽省亳州市谯城区）                                                               | 譙县、城父县、酇县、山桑县、龍亢县、蘄县、銍县、下蔡县、平阿县、义城县 | 359年，夺东晋而得 |
| 沛郡    | 相（今安徽省濉溪县西北）                                                                 | 相县、沛县、豐县、竺邑县、符離县、杼秋县、洨县、虹县、蕭县 | 359年，夺东晋而得 |
| 襄城郡  | 襄城（今河南省襄城县）                                                                   | 襄城县、繁昌县、郟县、定陵县、父城县、昆陽县、舞陽县 | 364年，夺东晋而得 |
| 陳郡    | 陳（今河南省淮阳县）                                                                     | 陳县、項县、長平县、陽夏县、武平县、谷阳县、西华县 | 364年，夺东晋而得 |
| 汝南郡  | 新息（今河南省息县西南）                                                                 | 新息县、南安陽县、安成县、慎陽县、北宜春县、朗陵县、陽安县、上蔡县、平輿县、定潁县、灈陽县、吳房县、西平县 | 364年，夺东晋而得 |
| 汝陽郡  | 汝陽（今河南省商水县西北）                                                               | 汝陽县 | 364年，夺东晋而得 |
| 南頓郡  | 南頓（今河南省项城市西南）                                                               | 南頓县 | 364年，夺东晋而得 |
| 新蔡郡  | 新蔡（今河南省新蔡县）                                                                   | 新蔡县、固始县、鮦陽县、苞县 | 364年，夺东晋而得 |
| 洛州    | 洛阳（今河南省洛阳市汉魏故城）                                                           | 辖郡：河南郡、滎陽郡、弘農郡 | 365年置 |
| 河南郡  | 洛阳（今河南省洛阳市汉魏故城）                                                           | 洛阳县、河南县、鞏县、河陰县、新安县、成皋县、緱氏县、陽城县、新城县、陸渾县、梁县 | 364年，夺东晋而得河南郡十县，365年，夺东晋而得洛阳县 |
| 滎陽郡  | 滎陽（今河南省荥阳市东北）                                                               | 滎陽县、京县、密县、卷县、陽武县、苑陵县、中牟县、開封县 | 363年，夺东晋而得 |
| 弘農郡  | 宜陽（今河南省宜陽县西）                                                                 | 宜陽县、黽池县 | 365年，夺前秦而得 |
| 荊州    | 鲁阳（今河南省鲁山县） 宛（今河南省南阳市宛城区） 鲁阳（今河南省鲁山县）                 | 辖郡：南陽郡 | 365年置 |
| 南陽郡  | 鲁阳（今河南省鲁山县） 宛（今河南省南阳市宛城区） 鲁阳（今河南省鲁山县）                 | 鲁阳县、宛县、西鄂县、雉县、犨县、淯陽县、博望县、堵陽县、葉县、舞陰县、比陽县、涅陽县、冠軍县、酈县 | 365年，夺东晋而得鲁阳县，366年，夺东晋而得南陽郡其他十三县，367年，十三县失陷于东晋 |